# Hedychium ximengense
Hedychium ximengense är en enhjärtbladig växtart som beskrevs av Y.Y.Qian. Hedychium ximengense ingår i släktet Hedychium och familjen Zingiberaceae. Inga underarter finns listade i Catalogue of Life.